# Elektronisk ordbog
En elektronisk ordbog (eller e-ordbog) er enten et computerprogram, en lille håndholdt computer med integreret ordbog eller en online ordbog. Fordelene ved anvendelsen af en elektronisk ordbog sammenlignet med en traditionel ordbog er, at selve opslagprocessen går hurtigere.
I Danmark udgiver Gyldendal og Politiken elektroniske ordbøger på cd-rom. Center for Leksikografi ved Handelshøjskolen, Aarhus Universitet, har på sin hjemmeside et større antal onlineordbøger, der er gratis til rådighed på internettet, fx Regnskabsordbøgerne og Ordbogen over faste vendinger.
Af mærker, som producerer håndholdte elektroniske ordbøger kan nævnes Canon, Casio, Sharp, Seiko og Instant-Dict.

## Online ordbøger (eksempler)
- Informationsordbogen Arkiveret 15. august 2019 hos  Wayback Machine

Bergenholtz, Inger (2006-2007). 
- Musikordbogen Arkiveret 27. maj 2008 hos  Wayback Machine. Aarhus: Handelshøjskolen i Århus.
- Den Danske Ordbog Arkiveret 12. november 2020 hos  Wayback Machine
- Ordbog over det danske Sprog Arkiveret 18. september 2013 hos  Wayback Machine

Wikiordbogen 
- Danske wikiordbog Arkiveret 17. maj 2008 hos  Wayback Machine

| Bog | Spire Denne artikel om bøger og tidsskrifter er en spire som bør udbygges. Du er velkommen til at hjælpe Wikipedia ved at udvide den. |